# Pâtes nucléaires
En astrophysique, les pâtes nucléaires, sont une forme hypothétique de matière dégénérée de masse volumique de l'ordre de 1014 grammes par centimètre cube et qui serait présente au sein de la croûte des étoiles à neutrons et 
jouerait un rôle dans l'évolution des supernovæ à effondrement de cœur. À cette densité, l'attraction nucléaire et la répulsion de Coulomb sont d'intensités similaires. La compétition entre ces forces permet la formation de structures complexes assemblées à partir de neutrons et de protons. Les astrophysiciens nomment ce type de structures des pâtes nucléaires en raison de la ressemblance entre la géométrie de ces structures et divers types de pâtes alimentaires,. Les pâtes nucléaires peuvent ainsi se présenter sous la forme de barres (« spaghetti »), de sphères ou encore de feuilles planes (« lasagnes »). Dans ce dernier cas, les feuilles planes sont reliées par des « rampes hélicoïdales » de manière similaire au réticulum endoplasmique, ce qui suggère que les deux systèmes obéissent à des règles géométriques communes.

## Formation
La présence d'une petite population de protons est essentielle à la formation des pâtes nucléaires. L'attraction nucléaire entre protons et neutrons est supérieure à l'attraction nucléaire de deux protons ou de deux neutrons. De même que les neutrons stabilisent les noyaux lourds d'atomes conventionnels contre la répulsion électrique des protons, les protons agissent pour stabiliser les phases des pâtes. La compétition entre la répulsion électrique des protons et la force d'attraction entre les noyaux ainsi que la pression à différentes profondeurs dans l'étoile conduisent à la formation de pâtes nucléaires.

### Publications scientifiques
- [Horowitz et al. 2005] (en) C. J. Horowitz, M. A. Pérez-García, D. K. Berry et J. Piekarewicz, « Dynamical response of the nuclear “pasta” in neutron star crusts » [« Réponse dynamique des « pâtes » nucléaires dans la croûte des étoiles à neutrons »], Physical Review C,‎ 2 septembre 2005 (DOI 10.1103/PhysRevC.72.035801).

### Communiqués de presse et autres articles institutionnels
- [Université McGill 2018] Université McGill, « Les « pâtes nucléaires », la substance connue la plus dure de l’Univers », Nouvelles,‎ 18 septembre 2018 (lire en ligne).

### Articles de vulgarisation
- [Mayer 2018] Nathalie Mayer, « Étoiles à neutrons : les « pâtes nucléaires », matériau le plus résistant de l’univers », Futura-Sciences,‎ 22 septembre 2018 (lire en ligne).